# Рейнерс Лейн (станция метро)
«Рейнерс-лэйн» (англ. Rayners Lane) — станция лондонского метро в районе Рейнерс-лейн на северо-западе Лондона, посреди застройки 1930-х годов, первоначально называвшейся Харроу-Гарден-Виллидж. Станция находится на ветке Аксбридж как на линии «Метрополитен», между станциями Исткот и Вест-Харроу, так и на линии «Пикадилли», между станциями Исткот и Саут-Харроу. Станция расположена к западу от пересечения улиц Рейнерс-лейн, Александра-авеню и Империал-драйв (A4090). Находится в зоне 5 Travelcard. К востоку от станции пути линий Пикадилли и Метрополитен соединяются для движения в Аксбридж и разделяются для движения в центр Лондона.

## История
Столичная железная дорога (железная дорога Харроу и Аксбридж) построила линию между Харроу-он-те-Хилл и Аксбриджем и начала движение 4 июля 1904 года, причем первоначально Райслип был единственной промежуточной остановкой. Сначала услуги обслуживались паровыми поездами, но в последующие месяцы была завершена электрификация путей, и 1 января 1905 года начали ходить электропоезда.
Прогрессивное развитие в северной части Мидлсекса в течение следующих двух десятилетий привело к постепенному открытию дополнительных станций вдоль ответвления Аксбриджа, чтобы стимулировать рост новых жилых районов. Райнерс-лейн открылся как Рейнерс-лейн-Халт 26 мая 1906 года и был назван в честь местного фермера по имени Дэниел Рейнер. Он получил прозвище Pneumonia Junction из-за открытого расположения.
1 марта 1910 года было открыто продолжение линии Дистрикт из Южный Харроу, чтобы соединиться с Metropolitan Railway на перекрестке Рейнерс-лейн к востоку от станции, что позволило поездам линии District обслуживать станции между Рейнерс-лейн и Аксбридж с этой даты. 23 октября 1933 года линии District были заменены поездами линии Пикадилли.

## Галерея
- Здание станции
- Платформы
- Рондель станции
- Вид с платформы на поезд